# Serpula uncinata
Serpula uncinata är en ringmaskart som beskrevs av Philippi 1844. Serpula uncinata ingår i släktet Serpula och familjen Serpulidae. Inga underarter finns listade i Catalogue of Life.